# أشلي وارد
أشلي وارد (بالإنجليزية: Ashley Ward)‏ (24 نوفمبر 1970 في المملكة المتحدة - ) هو لاعب كرة قدم بريطاني في مركز الهجوم. لعب مع برادفورد سيتي وبلاكبيرن روفرز وديربي كاونتي وشيفيلد يونايتد وليستر سيتي ومانشستر سيتي ونادي بارنسلي ونادي بلاكبول ونادي ريكسهام ونورويتش سيتي ونادي كرو ألكساندرا.

## وصلات خارجية
- أشلي وارد على موقع قاعدة بيانات كرة القدم.إي يو (الإنجليزية)
- أشلي وارد على موقع Soccerbase.com (لاعب) (الإنجليزية)
- أشلي وارد على موقع عالم كرة القدم.نت (الإنجليزية)